# Teresa Brewer
Teresa Brewer, nata Theresa Veronica Breuer (Toledo, 7 maggio 1931 – New Rochelle, 17 ottobre 2007), è stata una cantante statunitense.

## Biografia
Fu attiva dalla fine degli anni '30 ai primi anni '90, soprattutto in campo radiofonico. Tra le registrazioni principali dell'artista vi sono Music! Music! Music! (1950), Till I Waltz Again With You (1952), Jilted (1954), Let Me Go, Lover (1954), Pledging My Love (1955) e You Send Me (1957).
Apparve nel film Teste rosse (1953) e in alcune serie degli anni '50.
Dopo un primo matrimonio, terminato col divorzio, dal 1972 al 1996 fu sposata con il produttore Bob Thiele; poi, nello stesso anno, lei fu rimasta vedova. Morì nel 2007, per le complicazioni di una paralisi sopranucleare progressiva, lasciando tre figli.
È inserita nella Hollywood Walk of Fame.